# 张润霞
张润霞（1936年5月—），女，祖籍山东昌邑，生于黑龙江虎林，中华人民共和国政治人物，曾任安徽省人民政府副省长，安徽省政协副主席，中国商业经济学会副会长、名誉会长。